# 女性主义心理学
女性主义心理学，是一种以性别为社会结构中心的思想。女性主義心理學批評從男性角度進行的心理學研究，男性在該類研究中被認定為常態。 女性主义方法以女性主义的价值和原则为导向，包括性别及性别对女性造成的影响。
此研究領域的主要目標是在更廣泛的社會和政治方面理解人類個體的心理。 精神分析被當作一種臨床或治療方法，而女性主義則是作為策略。
性别问题的一个方面是个人如何认定自己的性别（男性、女性、性别酷儿、跨性别、合性别）。
女性主义思想一词最早由新佛洛伊德主义者提出，建立了以性别为焦点的心理学，指出了性别对个人的影响。《女性心理学》是的一本文集，其中着重谈到了早期人们有关女性、关系以及社会对女性心理状态的影响等问题。针对佛洛伊德的“阳具嫉恨情节”提出了相应的心理学理论。